# Застольная музыка (Телеман)
«Застольная музыка» (нем. Tafelmusik, фр. Musique de table) ― сборник инструментальных композиций Георга Филиппа Телемана (1681–1767), изданный в 1733 году. Является одним из наиболее известных произведений Телемана; это ― своеобразная кульминация и в то же время один из последних примеров застольной музыки эпохи барокко.

## Публикация
Композиция была адресована преимущественно состоятельным любителям музыки. Полный набор частей обширного произведения стоил 8 рейхсталеров — непомерная на то время цена, учитывая тот факт, что Иоганн Себастьян Бах получил такую же сумму в качестве вознаграждения за проведение концерта при дворе.
Было найдено более 200 человек, которые были готовы заплатить эту сумму денег и чьи имена, социальный статус и адрес были опубликованы в первом издании сочинения. В список вошли коронованные особы, дворяне и торговцы, а также многие музыканты и композиторы (как немецкие, так и работавшие за пределами Германии), в том числе Георг Фридрих Гендель из Лондона, Иоганн Георг Пизендель и Иоганн Иоахим Кванц из Дрездена и Мишель Блаве из Парижа.
Телеман, который на момент публикации был музыкальным руководителем в Гамбурге, писал (в оригинале ― в стихах):

Надеюсь, эта работа однажды принесёт мне славу,

Вы никогда не пожалеете о её ценности…
Оригинальный текст (нем.)Diß Werk wird hoffentlich mir einst zum Ruhm gedeien,

Du aber wirst den Wehrt zu keiner Zeit bereuen…
Музыковед Макс Зайферт выявил 18 различных мотивов из «Застольной музыки» в произведениях Георга Генделя — в то время это не считалось плагиатом. Наоборот, Телеман был польщён тем, что Гендель использовал его мелодии ― тем более, что английский композитор в ответ подарил своему другу коллекцию редких растений.

## Музыка
«Застольная музыка» состоит из трёх томов (фр. productions) с одинаковой структурой: все они начинаются с увертюры для оркестра, написанной в форме сюиты, за которой следуют квартет для трёх инструментов и basso continuo, инструментальный концерт для нескольких солирующих инструментов и струнных, трио-соната, сольная соната с basso continuo и завершающая часть (conclusion).
В 1914 году композитор Макс Регер написал 23 вариации и фугу на тему менуэта B-dur из «Застольной музыки», которые он посвятил пианисту Джеймсу Квасту.